# Mała Wisełka
Die Mała Wisełka, deutsch Polnische Weichsel, ist ein schmaler Altarm der Weichsel (polnisch Wisła) in Toruń (Thorn). Sie umfließt die langgestreckte Kępa Bazarowa (Bazar-Kämpe, Bazarkämpe) und ist etwa 3000 Meter lang. Die letzte der bewaldeten Thorner Kämpen mit 70 Hektar Fläche steht etwa zur Hälfte unter Naturschutz.

## Name
Der polnische Name ist mit kleines Weichselchen zu übersetzen. Der deutsche Name nimmt Bezug auf die Grenzziehung zur Zeit des Deutschen Ordens. Der Hauptstrom der Weichsel wurde 1411 zum Grenzfluss mit der Ordensburg Thorn im Norden und den polnischen Burgen Nieszawa (Nessau) im Süden sowie Dybów (Dibau) direkt am linken Ufer des Flüsschens. Der Name der „Marktinsel“ ist seit dem Mittelalter bekannt und stammt wahrscheinlich von den Kaufleuten, die hier Station machten.

## Geographie

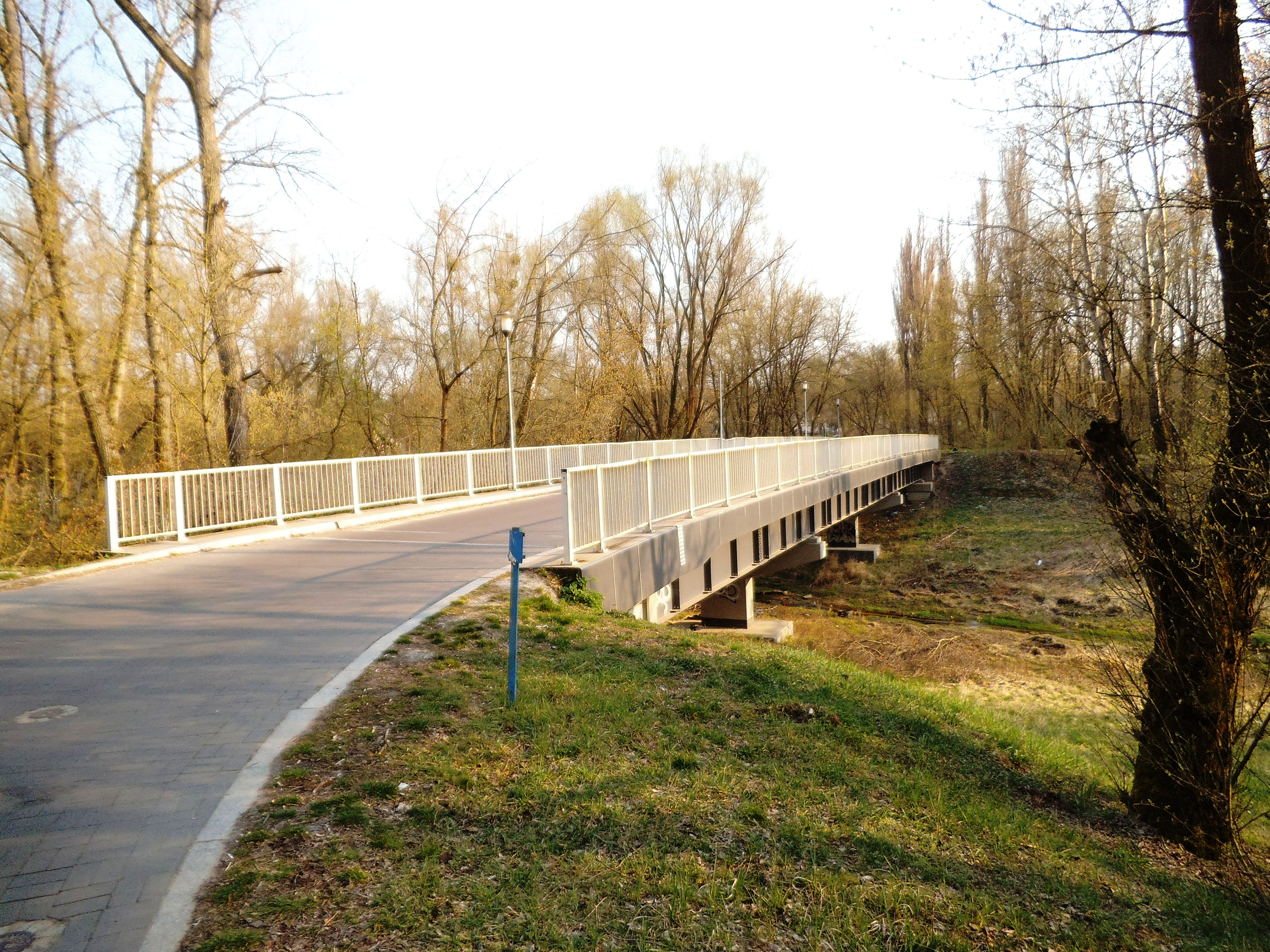
Brücke über die Mała Wisełka

Der Lauf der Weichsel und ihrer Nebenarme änderte sich zwischen dem 16. und 19. Jahrhundert ständig. Im Bereich der Kępa Bazarowa gab es in dieser Zeit bis zu 16 Inseln, darunter Liszka, Winnicza Góra, Białkowa, Wszowka, Cegielniana, Strońska, Starotoruńska, Krowaniec, Grodzisko, Korzeniec und Kępa Zielona. Im Jahr 1556 betrug die Entfernung von der Kämpe zum rechten Ufer der Weichsel 220 Meter und 339 Meter zum linken Ufer. Sie war damals 220 Meter breit. Durch die Lage am Gleithang und die Regulierung der Weichsel in der zweiten Hälfte des 19. Jahrhunderts erweiterte sich die Kępa Bazarowa und wuchs mit der nahegelegenen Kępa Zielona (auch „Zielonka“) zur heutigen Insel zusammen.
Der Wassergraben des in den Jahren 1824 bis 1828 erbauten Brückenkopfs (Fort XVII, Przyczółek Mostowy, heute im „Park Tysiąclecia“) der Festung Thorn wird durch Bäche gespeist, die in die Mała Wisełka entwässern.
Im Osten bildet die Mała Wisełka die Grenze zwischen den Toruńer Stadtteilen Piaski (Groß und Klein Piask) und Rudak.

## Geschichte
Nach der Schlacht bei Tannenberg wurde auf der Bazar-Kämpe am 1. Februar 1411 der Erste Frieden von Thorn ausgehandelt. Vertragspartner waren der Deutsche Orden sowie der polnische König Władysław II. Jagiełło und der mit ihm verbündete Großfürst Vytautas von Litauen. Władysław II. übernahm die Ordensburgen Nessau sowie Vogelsang und erbaute in den 1420er Jahren die Grenzfestung Dybów an der Mała Wisełka in unmittelbarer Nähe zur Insel. Dort wurde 1454 das Statut von Nieszawa ausgehandelt.
Seit 1500 führten zwei hölzerne Brücken über die Arme der Weichsel. Die deutsche Brücke lag nördlich der Kępa Bazarowa und wurde 1880 nach Schäden durch Eisgang abgerissen. Die polnische Brücke überspannte die polnische Weichsel. König Sigismund III. erteilte der angrenzenden Ansiedlung Podgórz in der Starostei Dybów die Stadtrechte. Sie wurde 1938 nach Toruń eingemeindet.
Seit dem 19. Jahrhundert entstand allmählich ein in Polen seltener Auwald mit Weiden und Pappeln auf der Kępa Bazarowa. Der östliche Teil der Insel ist seit 1987 als Naturreservat mit einer Fläche von 32,4 Hektar unter Schutz gestellt.

## Verkehr und Brücken
Nach einer Sanierung und Vertiefung des Flussbetts sowie der Befestigung der Ufer soll die Mała Wisełka mit Kanus und Booten befahren werden können. Ein Wassersportzentrum auf der Insel wurde in der Zwischenkriegszeit errichtet.
In ihrem kurzen Lauf wird das Flüsschen von drei Brücken überspannt. Eine kleine Straßenbrücke führt direkt auf die Insel. Sie ersetzte die hölzerne polnische Brücke und wurde 2015 erneuert. In größerer Höhe überspannt die, nach Ernest Malinowski benannte und 1873 von Schwedler errichtete, Eisenbahnbrücke das Gewässer und den Ostteil der Insel. Die 1934 fertiggestellte Józef-Piłsudski-Brücke überführt heute die Staatsstraße DK15 über den Westzipfel der Kämpe.